# Tiisterholma
Tiisterholma är en ö i Finland. Den ligger i Skärgårdshavet och i kommunen Sagu i den ekonomiska regionen  Åbo ekonomiska region i landskapet Egentliga Finland, i den sydvästra delen av landet. Ön ligger omkring 25 kilometer sydöst om Åbo och omkring 140 kilometer väster om Helsingfors.
Öns area är 4,4 hektar och dess största längd är 400 meter i sydöst-nordvästlig riktning. Ön höjer sig omkring 25 meter över havsytan. I omgivningarna runt Tiisterholma växer i huvudsak blandskog.